# May Picqueray
Marie-Jeanne Picqueray, kendt under navnet May Picqueray, (8. juli 1898 i Savenay - 3. november 1983 i Paris) var en fransk forfatter, modstandskæmper og militant anarkist.

## Biografi
Efter at være vokset op i den franske kystby Saint-Nazaire, tilbragte Picqueray nogle år i Montreal (Canada), hvor hun arbejdede som au-pair og lærte engelsk. Som 18-årig, i slutningen af den Første Verdenskrig, kom hun til Paris. Hun giftede sig med en officer i handelsflåden, men ægteskabet holdt dog ikke længe. I Paris blev hun bekendt med anarkister, sluttede sig til den anarkistiske ungdom og hørte forelæsninger af Sébastien Faure. I 1921 lærte hun den libertære militærmægter Louis Lecoin at kende. Sammen med Lecoin og andre anarkister grundlagde Picqueray en støttekomite for Sacco og Vanzetti, der var blevet dømt til døden. Den etablerede franske presse tog ikke notits af disse dødsdomme og Picqueray sendte, i protest mod fortielserne, en „gave“ med en granat til den amerikanske ambassade i Paris. Pakken blev åbnet i ambassadens forhal, men før granaten eksploderede, kunne en af ambassadens ansatte kaste den hen i et hjørne. Der var ingen døde, men der var store materielle skader. I sin selvbiografi nævnte Picqueray, at granaten havde gjort sin pligt: den franske presse skrev nu om dødsdommene over Sacco og Vanzetti.
I 1920'erne var Picqueray ofte i Saint-Tropez. På den sydfranske kyst havde Alexander Berkman og Emma Goldman slået sig ned i et lille hus, for at skrive deres selvbiografier. Picqueray gjorde sig nyttig som sekretær, maskinskrev manuskriptet og læste korrektur på Goldmans mange binds selvbiografi.
I 1922 rejste hun som repræsentant for sammenslutningen af metalarbejdere til Moskva til den røde Fagforenings-internationale (Profintern)s kongres. Ledsaget af den delegerede Lucien Chevalier rejste hun gennem Berlin, hvor de begge mødte Berkman og Goldman, de blev informeret om situationen i det bolsjevistisk ledede Rusland og om de russiske anarkisters nederlag (William Wright). Her blev hun også bekendt med Rudolf Rocker og Augustin Souchy. I Berlin blev Picqueray spurgt af Goldman og Berkman om hun, efter sin ankomst til Moskva, ville tale for frigivelsen af anarkisterne Mollie Steimer og Senya Fleshin der befandt sig i russisk fængsel. Efter ankomsten til Moskva, tog Lucien og Picqueray som delegerede til Lev Trotskijs kontor og præsenterede ham for en anmodning om frigivelsen af Steiner og Fleshin. Nogle uger senere blev begge Emma Goldmans venner løsladt. „Ved siden af konferencemøderne besøgte hun [Picqueray] ulovligt anarkister, som Nicolas Lazarevitch, der var gået under jorden eller tidligere anarkister som Victor Serge, der nu støttede boksjevikkerne“ (Graswurzelrevolution). Ved en gallamiddag i Kreml sprang hun indigneret op på et bord og protesterede mod denne de delegeredes gallamiddag, da der herskede hungersnød i Russiske SFSR. Efter kongressen, på en af de sidste aftener, blev Picquaray bedt om at synge en fransk chanson. Hun accepterede forslaget og sang en sang af Charles d'Avray: Op, op i gamle revolutionære, anarkiet vil endelig triumfere. Om dette skrev hun i sin selvbiografi, Åh hvor var det smukt at se kommunisternes ansigter! Hvis de kunne, havde de henrettet mig på stedet.
Picquerays mod blev bl.a. tydligt, fordi hendes status som delegeret i Russiske SFSR ikke ydede beskyttelse for hendes liv. To af hendes kammerater, Lepetit og Vergeat, der ligeledes var delegerede, var et år tidligere forsvundet sporløst og for evigt i Russiske SFSR.
Tilbage i Paris var Picqueray aktiv i en flugthjælpegruppe. Sammen med libertære venner forfalskede de pas for jøder, så de kunne undgå deportationerne,
og for franske arbejdere, der var blevet idømt straffearbejde. En af hendes anarkistiske veninder arbejdede som sekretær på et af nationalsocialisternes kontorer. Picqueray „kom og gik“ og forfalskede pas og dokumenter på nazisternes kontor (W. Wright).
Efter den Anden Verdenskrig samarbejdede hun med sin mangeårige politiske allierede Louis Lecoin i den antimilitaristiske bevægelse. I 1970'erne støttede hun den økologiske bevægelse.
I den franske anarkistbevægelse modtog May Picqueray hædersmærket La Réfractaire (den opsætsige eller dissidenten).
Marie-Jeanne Picqueray fik tre børn: Sonia, Lucien og Marie-May.

## Yderligere læsning (udvalg)
- Olivia Gomolinski, May Picqueray, 1898-1983, une mémoire du mouvement anarchiste, mémoire de maîtrise. Paris 1994
- Aude Le Breton, Publicité pour l’AAEL. éd. du Monde libertaire. Toulouse. ISBN 2-903013-83-7.
- David Berry, The French Anarchist Movement, 1939 - 1945. In: Andreas G. Graf (Hrsg.): Anarchisten gegen Hitler. Anarchisten, Anarcho-Syndikalisten, Rätekommunisten in Widerstand und Exil. Lukas Verlag, Berlin 2001. ISBN 978-3-931836-23-8
- Archiv für die Geschichte des Widerstandes und der Arbeit (tidsskrift, nummer 17), Bochum 1989. ISSN 0936-1014 Kort online information om May Picqueray.
- Victor Peters: Nestor Makhno—Anarchy's Cossack: The Struggle for Free Soviets in the Ukraine 1917–1921. Side 11, 91, 93, 303. AK Press, Oakland december 2004. ISBN 978-1-902593-68-5. Kort online information om May Picqueray. „May Picqueray also describes Galina as ... "very devoted, calm and sensible, attached to Nestor and likeable"; on the other hand, little Lucie who must have been almost three years old in 1925, struck May as a little imp, what with her...“.
- Guide to the international archives and collections at the IISH, Amsterdam (engelsk). side 111. Udgiver: International Institute of Social History. Amsterdam 1989. ISBN 978-90-6861-035-2
- Noël Godin: Anthologie de la subversion carabinée. („Résumant son séjour en URSS, May Picqueray écrit ainsi: « À ce paradis [soviétique], je préférais le régime républicain avec toutes ses imperfections, mais où je pouvais encore m'exprimer et lutter2. » Dans un article publié, en 1930,...“. (Side 371). Editions l'Age d'Homme, marts 2008. ISBN 978-2-8251-3805-2
- Philippe Buton: Une histoire intellectuelle de la démocratie: 1918-1989. Side 53. Forlag: Seli Arslan, 1. januar 2000. ISBN 978-2-84276-036-6
- Michel Ragon: Histoire de la littérature prolétarienne en France. Side 147. Forlag Albin Michel, 1974. ISBN 978-2-226-00111-5. Kort online introduktion
- Vie sociale. Participations et Implications sociales. La revue du CEDIAS-Musée social, Nr. 1, 2002. Participations et implications sociales (Webside ikke længere tilgængelig). Kort information om nr. 1, 2002. Kort online introduktion: „En 1974 encore, à 84 ans, elle suivra May Picqueray lorsque celle- ci fonda Le Réfractaire afin de poursuivre l'action de Louis Lecoin en faveur des objecteurs de conscience. Une fresque presque romanesque pour un personnage hors du...“.
- May Picqueray, 1898-1983, une mémoire du mouvement anarchiste, Olivia Gomolinski, mémoire de maîtrise (dir. Antoine Prost, Claude Pennetier), Paris I-CRHMSS, 1994, 173 sider.
- May Picqueray, une réfractaire, une libertaire, une femme libre, Collectif, Éditions libertaires, Graine d'ananar, 2004.